# Draft Day
Draft Day és una pel·lícula estatunidenca d'esports i drama de 2014 dirigida per Ivan Reitman i protagonitzada per Kevin Costner. La premissa gira al voltant del fictici mànager general dels Cleveland Browns (Costner), que ha de decidir que fer després que el seu equip aconseguisca la primera tria del draft en un Draft de la NFL que està a tocar.
El film es va estrenar a Los Angeles el 7 d'abril de 2014, i es va estrenar a tots els Estats Units l'11 d'abril de 2014. Va rebre crítiques diversos tipus i va ser un fracàs en taquilla al sumar només 29 milions de dòlars davant del seu pressupost de 25 milions de dòlars.

## Repartiment
- Kevin Costner com a Sonny Weaver Jr.[2]
- Jennifer Garner com a Ali Parker[2]
- Denis Leary com a Vince Penn[2]
- Frank Langella com a Anthony Molina[2]
- Tom Welling com a Brian Drew[3]
- Ellen Burstyn com a Barb Weaver[2]
- Sam Elliott com l'Entrenador Moore[4]
- Chadwick Boseman com a Vontae Mack[2]
- Rosanna Arquette com a Angie[2]
- Russ Brandon com ell mateix
- Terry Crews com a Earl Jennings[2]
- Arian Foster com a Ray Jennings
- Griffin Newman com a Rick l'Intern[2]
- Patrick St. Esprit com a Tom Michaels
- Chi McBride com a Walt Gordon[2]
- W. Earl Brown com a Ralph Mowry[2]
- Kevin Dunn com a Marvin[2]
- Sean Combs com a Chris Crawford[2]
- Josh Pence com a Bo Callahan[2]
- Wallace Langham com a Pete Begler[2]
- Christopher Cousins com a Max Stone
- Patrick Breen com a Bill Zotti
- Pat Healy com a Jeff Carson
- Timothy Simons com a Marx
- Roger Goodell com ell mateix
- Jon Gruden com ell mateix
- Jim Brown com ell mateix
- Bernie Kosar com ell mateix
- Chris Berman com ell mateix
- David Ramsey com a Thompson
- Wade Williams com a O'Reilly
- Rich Eisen com ell mateix
- Ray Lewis com ell mateix